# Centro Médico Herzliya
El Centro Médico Herzliya (en hebreo: הרצליה מדיקל סנטר‎) es un hospital privado que ofrece servicios terapéuticos en Israel e internacionalmente. También ofrece servicios de laboratorio, fisioterapia, ambulancia aérea y servicios de turismo médico. El hospital fue fundado en 1983 y se basa en Herzliya, Israel.

## Visión de conjunto
Herzliya Medical Center tiene más de 400 médicos especialistas en todas las ramas principales de la medicina. El hospital proporciona servicios a 8,000 pacientes salientes cada año incluyendo servicios a todos los extranjeros en Israel; Los empleados de la embajada y los representantes de las Naciones Unidas se enviaron a Israel. Todos los líderes de los departamentos en Israel trabajan como consultores privados y cirujanos en HMC. El hospital cuenta con 7 quirófanos.
Más de 9.000 mil bebés (como en enero de 2013) nacieron en los últimos 25 años a parejas que tenían problemas de fertilidad y fueron tratadas en la fertilización de la FIV en un hospital privado en el Centro Médico Herzliya.

## Historia
El Centro Médico Herzliya fue fundado en 1982. Un grupo de inversionistas de Sudáfrica decidió construir un centro médico inspirado en los de su país natal y ubicarlo en la ciudad costera de Herzliya, donde se ubicarían los consultorios médicos y los servicios clínicos de apoyo Así como instalaciones quirúrgicas para procedimientos menores. En su primer año de funcionamiento, tuvo una tasa de ocupación del 18 por ciento. En 1991, el edificio se expandió y aumentó su número de quirófanos.
A finales de 1993 se abrió una clínica en la Ciudad de Gaza.
En junio de 1995, el Centro Médico Herzliya ha firmado un acuerdo con el gobierno de Tatarstán para el establecimiento de un hospital avanzado allí.
Como en agosto de 2016 Herzliya Medical Center en manos de Landlan Investments Ltd. (50%), Clalit Health Services (40%), Clal Insurance (10%).

## Instalaciones

### Departamentos
- Oncología
- Neurocirugía
- Cirugía cardíaca
- Cirugía plástica
- Cirugía ortopédica
- Urología
- Gastroenterología
- Diagnóstico clínico
- Fecundación in vitro Tratamiento
- Cirugía bariátrica
- Ginecología y Obstetricia
- Oftalmología
- Otorrinolaringología
- Pediatría
- Cirugía General

## Personal
- 350 médicos
- 122 enfermeras
- 74 enfermeras con certificaciones avanzadas